# 本住坊

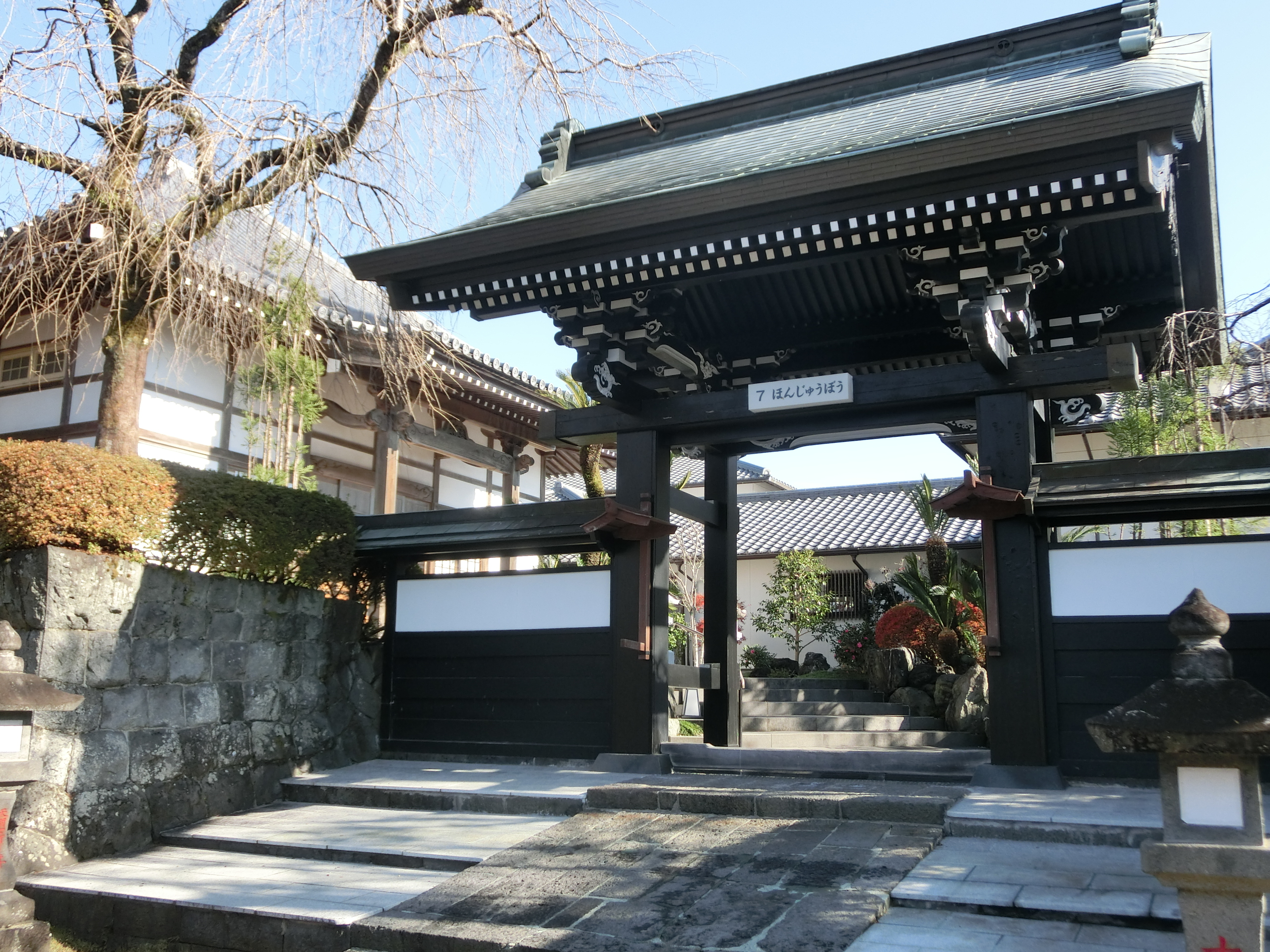
本住坊

本住坊（ほんじゅうぼう）は、日蓮正宗総本山大石寺の塔中坊の一つ。

## 歴史
- 1337年（建武4年） - 第5世法主日行を開基として建立される。
- 1892年（明治25年）10月7日 - 後の第62世法主日恭が住職となる。
- 1893年（明治26年） - 後の第59世法主日亨が住職となる。
- 1967年（昭和42年）12月1日 - 改築される。改築にあわせて同年9月1日に66世日達が現在の本堂安置の板本尊を書写。
- 2008年（平成20年）8月26日 - 立正安国論正義顕揚750年記念局総本山総合整備事業の一環として改築される。